# Mio (manzana)
Mio es una  variedad cultivar de manzano (Malus domestica). Esta variedad de manzana fue establecida en Suecia, 'Mio' comenzó a ser comercializado en Suecia en 1956 por los Jardines Alnarps.

## Historia
Fue creado en Suecia, a través de un cruce de 'Worcester Pearmain' y 'Oranie'.
La manzana 'Mio' comenzó a ser comercializado en Suecia en 1956 por los Jardines Alnarps (Alnarps Trädgårdar). 
La manzana lleva el nombre de la novela de Astrid Lindgren, « Mio, min Mio ».

## Características
Esta variedad da frutos en su mayoría de color rojo.
La carne en esta manzana es blanca cristalina, y el sabor es dulce y ligeramente ácido.
Aunque es bueno para comer, se emplea también en la cocina para compotas. 

## Cultivo
El manzano 'Mio' es una variedad diploide, por lo tanto, participa de la polinización cruzada.
Entre sus fuentes de polen, se encuentran: 'Alice', 'Cortland', 'James Grieve', 'Katja', 'Lobo', 'Melba', 'Oranie', 'Sävstaholm' y 'Transparent Blanche'.
Manzana muy cultivada en Suecia dentro de la zona climática I–IV. La manzana se cosecha durante la mayor parte de septiembre.